# Clawson (Utah)
Clawson – miasto w Stanach Zjednoczonych, w stanie Utah, w hrabstwie Emery.